# Thomas Ravier
Pour les articles homonymes, voir Ravier.
Thomas A. Ravier est un romancier et essayiste français né en 1970 à Paris. Il a publié de nombreux essais et plusieurs romans. Il a collaboré ou collabore avec La Nouvelle Revue française., L'Infini, la Revue des deux Mondes, Art Press, Le Magazine littéraire, Transfuge ou La Revue littéraire.

## Œuvres
Ses premiers romans, expérimentaux, se ressentent de l’influence d’une culture classique aussi bien que des cultures urbaines et du rap. Thomas Ravier se considère alors comme un « DJ littéraire ». Il fait très tôt le choix de très peu apparaître dans les médias.
En 2005, Philippe Sollers devient son éditeur chez Gallimard. C’est le début pour celui que Jean-Marie Perrier dans Livres Hebdo qualifie alors de « mystérieux Thomas Ravier » d’une nouvelle période dans son œuvre. Les Aubes sont navrantes, derrière le prétexte sociologique apparent de son sujet, propose un singulier récit d’apprentissage.
Salué par la critique, Le Scandale McEnroe, dédié au batteur de jazz Max Roach, « tient à la fois de l’ode, de l’essai, de l’éloge ».
Dans le Monde des Livres, Josiane Savigneau écrit : « Un récit qui commence par “sentimentaux s'abstenir”, comme Le Scandale McEnroe, de Thomas A. Ravier, ne peut être que réjouissant. ». Le livre est sélectionné par Olivier Barrot dans Un livre un jour (n°3618). Il est sélectionné pour le Prix Découvertes du Figaro. Sébastien Le Fol, dans le Figaro magazine, insiste sur le style de Ravier: «Il recherche, comme McEnroe, les angles impossibles. Rapide, nerveux, élégant, son petit traité fait remonter à la surface un flot d'images des années 70 et 80.»
L’œil du prince est présenté par l’auteur comme « le premier livre jamais écrit sur le cinéma ». Au nom du Temps et « loin de la longue nuit française borgnesse », Ravier y déclare la guerre aux cinéphiles dont il analyse le cas comme jadis Nietzsche le cas Wagner. Comme Nietzsche, Ravier a d’abord été cinéphile et décrit la disparition progressive du cinéma dans sa vie comme une renaissance romanesque. Il se présente ainsi vis-à-vis du cinéma comme un apostat - « Thomas l’apostat ». Ce qui ne l’empêche de revenir sur son amour médité et définitif porté aux grands cinéastes du XXe siècle, Hitchcock en tête « décrypté comme personne » selon Jean-Marc Parisis dans le Figaro. Dans Le Monde, Jean-Luc Douin évoque "un essai tonique sur cet art que certains mirent au septième rang. On enrage à voir Thomas Ravier ridiculiser Antonioni, mais quelle fougue, quelles intuitions, quel talent pour exalter la liberté avec laquelle Bresson et Debord honorent les folies françaises ! "
En Octobre 2017, il publie "Les hautes-collines", un récit de souvenir aux éditions Gallimard dans la collection Haute-Enfance.  Dans L'Obs numéro 2767, Jérome Garcin lui consacre sa chronique sous le titre de "On dirait le sud". Il évoque "un formidable autoportrait"

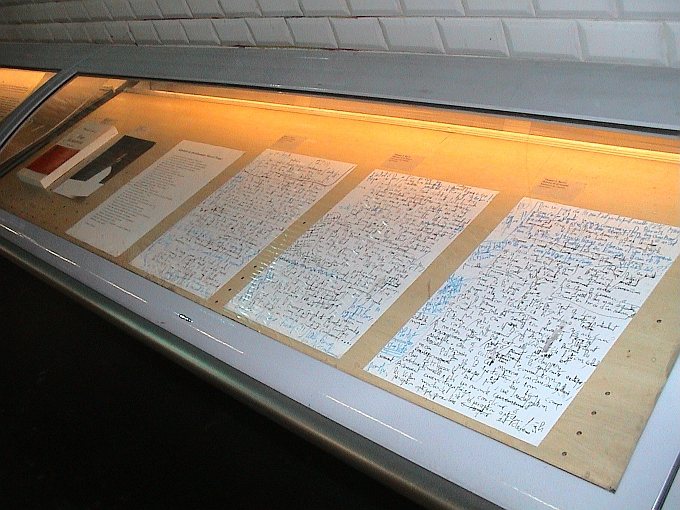
Exposition consacrée aux manuscrits de Thomas Ravier, Métro Saint-Germain-des-Prés, septembre 2007

En octobre 2018, il publie un essai aux éditions Léo Scheer "Sans le baroque, la musique serait une erreur" (reprise et développement d'un texte paru en 2012 dans la revue L'infini aux éditions Gallimard). Cécile Guilbert lui consacre sa chronique du 10 octobre dans La Croix. Elle écrit: "Vifs et vivaces, vivants et vivifiants, faisant feu de tout bois de gaité de corps, telle est l'impression dégagée par les livres de Thomas A. Ravier". 
En Mai 2019, il publie aux éditions Léo Scheer "Apollon dans la poussière". Dans Diacritik, Arnaud Jamin écrit: "Apollon dans la poussière" se lit sans lever les yeux, la puissance des personnages fixant le lecteur au texte et le doute imposant partout le désir".
En Septembre 2023, il publie aux éditions Tinbad un nouveau roman "Hamlet mother fucker". Vincent Roy dans le JDD parle d'un "livre érudit, fouillé, somptueusement écrit. Rythme et poésie."

### Romans
- 1994 : Au bord de l'amer, Soignies, Talus d'approche, coll. « Littérature », novembre 1994, 162 p. (ISBN 2-87246-023-3)
- 1999 : Original remix : Le Lys dans la vallée, Paris, Julliard, 26 août 1999, 162 p. (ISBN 2-260-01516-6, présentation en ligne)d'après Le Lys dans la vallée d'Honoré de Balzac2002 : Emma Jordan : Mœurs du béton, Paris, Julliard, 26 août 2002, 252 p. (ISBN 2-260-01560-3, présentation en ligne)d'après Madame Bovary de Gustave Flaubert
- 2005 : Les aubes sont navrantes, Paris, Gallimard, coll. « L'Infini », 136 p. (ISBN 978-2-07-077546-0 et 2-07-077546-1)
- 2012 : Fantasque : roman, Paris, Editions Michel de Maule, 240 p. (ISBN 978-2-87623-462-8)
- 2017 : Les hautes collines, éditions Gallimard, collection Haute enfance, 146 p
- 2019 : Apollon dans la poussière, éditions Léo Scheer.
- 2023 : Hamlet Mother Fucker, éditions Tinbad.

### Essais
- 2006 : Le Scandale McEnroe, Paris, Gallimard, coll. « L'Infini », 120 p. (ISBN 978-2-07-078141-6 et 2-07-078141-0)sur le joueur de tennis John McEnroe
- 2007 : Éloge du matricide : Essai sur Proust, Paris, Gallimard, coll. « L'Infini », 200 p. (ISBN 978-2-07-078443-1)sur l'écrivain Marcel Proust
- 2008 : L'Œil du prince, Paris, Gallimard, coll. « L'Infini », 2008, 360 p. (ISBN 978-2-07-012224-0)sur le cinéma2018: Sans le baroque, la musique serait une erreur, éditions Léo Scheer  (ISBN 275611250X)

### Thêâtre
- J'ai égorgé une majorette, pièce radiophonique diffusée sur France Culture le 26 septembre 2009